# 沃默斯利數
沃默斯利數（Womersley number），會用α或{\displaystyle {\text{Wo}}}的符號表示，是生物流體力學及生物流體動力學的无量纲量。是表示脈動流頻率以及黏滯效應之間的關係。沃默斯利數得名自約翰·羅納德·沃默斯利（1907–1958），為紀念他在動脈血液流動上的研究，因此命名。在實驗建模時（實驗研究中要比例放大血管系統時），會根據沃默斯利數來維持動態相似性。在確認邊界層厚度，判斷進入效應是否可忽略時，也會用到沃默斯利數。
有些文獻將沃默斯利數的平方稱為斯托克斯數（Stokes number，{\displaystyle {\text{St}}}），紀念乔治·斯托克斯在斯托克第二問題上的先驅貢獻。

## 推導
沃默斯利數（常用{\displaystyle \alpha }來表示）定義如下
{\displaystyle \alpha ^{2}={\frac {\text{transient inertial force}}{\text{viscous force}}}={\frac {\rho \omega U}{\mu UL^{-2}}}={\frac {\omega L^{2}}{\mu \rho ^{-1}}}={\frac {\omega L^{2}}{\nu }}\,,}
其中L是適當的長度尺度（例如管路的直徑）、ω是振動的角频率、ν, ρ, μ分別是流體的黏度、密度及動黏度。沃默斯利數一般會寫成以下沒有幂次的式子
{\displaystyle \alpha =L\left({\frac {\omega \rho }{\mu }}\right)^{\frac {1}{2}}\,.}
在心血管系統中，脈動頻率會隨血管距脈動源（心臟）的距離而減少。不過脈動頻率的變化在一個數量級（OoM）以內。在心血管系統中，沃默斯利數受脈動頻率的影響不大。
特徵長度（在血管系統中是血管直徑）是系統的重要特徵，也是決定沃默斯利數的重要因素。血管系統中，特徵長度的變化會到達三個數量級，因此對沃默斯利數的影響會比脈動頻率要大。利用頻率、秥黏度及密度的標準值，可以估計人類血管的沃默斯利數：
{\displaystyle \alpha =L\left({\frac {\omega \rho }{\mu }}\right)^{\frac {1}{2}}\,.}
以下是人類不同血管內的沃默斯利數：
| 血管   | 直徑（公尺） | {\displaystyle \alpha } |
| ------ | ------------ | ----------------------- |
| 大動脈 | 0.025        | 13.83                   |
| 動脈   | 0.004        | 2.21                    |
| 小動脈 | 3⋅10^-5      | 0.0166                  |
| 微血管 | 8⋅10^-6      | 4.43⋅10^-3              |
| 小靜脈 | 2⋅10-5       | 0.011                   |
| 靜脈   | 0.005        | 2.77                    |
| 大靜脈 | 0.03         | 16.6                    |

沃默斯利數也可以用無因次的雷诺数（Re）及斯特劳哈尔数（St）表示：
{\displaystyle \alpha =\left(2\pi \,\mathrm {Re} \,\mathrm {St} \right)^{1/2}\,.}
沃默斯利數出現在脈動流的線性化纳维-斯托克斯方程（假定是不可壓縮的層流）方程的解裡。沃默斯利數表示瞬間或是振盪慣性力和剪力之間的比例。若{\displaystyle \alpha }較小（1或是更小的值），表示脈動頻率很低，在每一個週期中，都有足夠時間讓管路中的速度分佈發展成拋物線分佈，流和壓力梯度幾乎是同相位，因此可以配合瞬間壓力梯度，用泊肃叶定律來近似。若{\displaystyle \alpha }較大（10或是更大），表示脈動頻率很大，速度分布會比較平，類似管塞的外形，而平均流會落後壓力梯度約90度。沃默斯利數和雷諾數決定了動態相似性。
邊界層厚度{\displaystyle \delta }和瞬間加速度有關。和沃默斯利數成反比
{\displaystyle \delta =\left(L/\alpha \right),}
其中L為特徵長度。

## 生物流體力學
考慮一個許多管路組成的網路系統，其中從大管徑的管路，漸漸變成小管徑的管路（例如血管系統），在管路系統中的頻率、密度及黏度多半都是定值，而管路的管徑會隨位置而不同。在大血管內的沃默斯利數數值較大，隨著血管分支，漸漸變細，沃默斯利數會變小，而且會變的非常小。在終末動脈（terminal arteries）處的沃默斯利數接近1，在小動脈、微血管及小靜脈的沃默斯利數小於1。這區域比較不受慣性力的影響,流動是由黏性應力以及壓力梯度所控制。這稱為微循环。
以下是犬科動物在心率2 Hz時，各部位的沃默斯利數：
- 升主動脈 — 13.2
- 降主動脈 — 11.5
- 腹主動脈 — 8
- 股動脈 — 3.5
- 頸動脈 — 4.4
- 小動脈 —0.04
- 微血管 — 0.005
- 小靜脈 — 0.035
- 下腔靜脈 — 8.8
- 主肺動脈 — 15

有研究者提出普遍性的生物比例律（描述代謝率、壽命、長度和體重的幂次律關係）是為了讓需要的能量最小化的結果，包括血管的分形結構，以及血液從大血管到小血管的沃默斯利數變小都是這類的例子。